# Tina Rainford
Tina Rainford (* 25. Dezember 1946 als Christa Zalewski in Berlin; † 23. Februar 2024) war eine deutsche Sängerin. Sie nannte sich u. a. auch Peggy Peters.

## Leben
Tina Rainford sang schon im Alter von fünf Jahren vor US-amerikanischen Soldaten in Berlin. Der Vater förderte das Talent der Tochter und ermöglichte ihr Ballettunterricht. Nach der Schule arbeitete sie zunächst als Hostess bei einer Fluggesellschaft.
Mit ihrem Jugendfreund Drafi Deutscher gewann sie 1962 einen Talentwettbewerb anlässlich der Funkausstellung in Berlin. Daraufhin bekam sie von Heino Gaze einen Plattenvertrag. Unter dem Pseudonym Peggy Peters erschienen 1964 ihre erste Schallplatte Ich setze alles auf eine Karte / Aus bei Hansa sowie Keine Schule mehr / Ewig und immer und Java Java Boy / Danny Boy dann bei Ariola. Diese und auch die nächsten Veröffentlichungen wurden aber keine großen Erfolge. In jener Zeit lernte sie ihren späteren Ehemann Peter Rainford kennen und gründete mit ihm und Norman Ascot das Trio P.T.N. (Pete, Tina, Norman), das einige Singles veröffentlichte, die jedoch ebenfalls keine Erfolge wurden.
Im Jahre 1964 erreichte sie zusammen mit Charlotte Marian und Monika Grimm (beide Tahiti-Tamourés) unter dem Bandnamen Sweetles mit der Single Ich wünsch’ mir zum Geburtstag einen Beatle Platz 38 der deutschen Singlecharts.
Im Jahre 1972 nahm Tina Rainford eine Single im Duett mit Drafi Deutscher auf. Sie nannten sich Tina und Drafi. Die Single Alaska war in vielen Rundfunk-Hitparaden im Spitzenfeld notiert. Schon zu dieser Zeit schrieb und produzierte Drafi Deutscher für und mit Tina Rainford einige Single-Titel wie Ein sechs Jahre alter Whisky oder Ich will dich.
Mitte der 1970er-Jahre traf sie wieder auf Drafi Deutscher, der sie als Sängerin neu entdeckte und mit ihr 1976 den Song Silver Bird produzierte, den Tina Rainford in Englisch und Deutsch aufnahm. Der Titel wurde zu ihrem größten Erfolg, wurde millionenfach verkauft und erreichte sogar Platz 25 der amerikanischen Country-Charts. Eine weitere englische Single, Big Silver Angel, erreichte noch Platz 91. Daraufhin war sie zu Gast in den USA und sang mit den dortigen Stars der Szene. Die deutsche Aufnahme brachte sie auch in die ZDF-Hitparade, wo sie zweimal hintereinander den zweiten Platz belegte. Auch die Nachfolgesingle Charly Boy war in den deutschen Single-Charts erfolgreich. Weitere Singles wie Fly Away Pretty Flamingo oder My Mexico konnten sich nicht mehr in den Hitparaden behaupten. Von vielen Aufnahmen Rainfords existieren neben den englischen auch deutsche Fassungen, z. B. Mein Mexico (My Mexico), Charly Boy, König Midas (Majana Island) und Danny (I’m Danny’s Girlfriend).
Nachdem der Erfolg ausgeblieben war, zog Rainford sich Anfang der 1980er-Jahre weitgehend ins Privatleben zurück und trat erst ab 1989 wieder auf. 2001 erschien nach langen Jahren wieder ein Album. Als Gaststar trat sie 2003/04 im Theater Madame Lothár in Bremen auf.
2007 erschien die Promo-Single The Last Mile, die Tina Rainford im Duett mit ihrem Mentor Drafi Deutscher singt, als Auskopplung aus seinem letzten Album, ebenfalls The Last Mile betitelt.
Am 18. November 2014 sprach Rainford in der ARD-Talkshow Menschen bei Maischberger offen über eine jahrzehntelang anhaltende Tabletten- und Alkoholsucht, die sie inzwischen überwunden hatte. Über diese schwere Zeit hatte sie bereits in einem Interview 2004 mit der taz berichtet und dort auch erwähnt, dass sie lange an Bulimie litt. Ihre Geschichte verarbeitete sie in der noch im selben Jahr veröffentlichten Autobiografie Wenn Sterne fallen, die sie mit Jürgen Westphal geschrieben hatte.
Rainford lebte zuletzt mit ihrem zweiten Ehemann, dem Kunstmaler Ralph Hedley, auf der Baleareninsel Mallorca. Sie engagierte sich dort unter anderem in der Therapie für Alkoholkranke.

## Diskografie

### Alben
- 1971: Die Welt von heut (als WIR)
- 1976: Silver Angel
- 1977: Silver Bird
- ca. 1990: Fly Away Silverbird
- 1990: Silverbird Goes Country
- 1995: Ihre großen Erfolge
- 1997: Silver Bird – Greatest Hits
- 1998: Seitensprung
- 2000: Ihre größten Erfolge
- 2005: Auf einmal gibt es Dich
- 2006: Goldrichtig
- 2016: When Ladys Meet (Tina Rainford + Anna Lena)

### Singles
- 1963: Keine Schule mehr (als Peggy Peters)
- 1964: Nimm dich in Acht vor bösen Buben (als Peggy Peters)
- 1964: Ich setze alles auf eine Karte (als Peggy Peters)
- 1964: Java Boy (als Peggy Peters)
- 1964: Junge Liebe (als Kim und Hajo)
- 1966: Das Tagebuch meiner Träume (als Peggy Peters)
- 1965: Mädchen träumen gern (als Die Petras)
- 1965: Ich wünsch mir zum Geburtstag einen Beatle (als Die Sweetles)
- 1965: Früher oder später (als Die Sweetles)
- 1965: Jonny, gib nicht so an (als Die Peggy Peters Sisters)
- 1966: Limelight Boy (als Tina und Peter)
- 1967: Zwei Außenseiter (als Pete und Tina Rainford)
- 1968: Happy End (als Pete und Tina Rainford)
- 1968: Something is Changing (als Pete und Tina Rainford)
- 1969: Buckingham Palace (als Pete und Tina Rainford)
- 1969: Ganz egal (als Pete und Tina Rainford)
- 1969: Ohio Express (als Pete und Tina Rainford)
- 1971: Du und ich (Change Your Mind) (als Julie Winters)
- 1971: Come on Everyone (als PTN)
- 1971: Jesus (als WIR)
- 1971: Die Welt von heut (als WIR)
- 1971: Wir glauben an die Liebe (als WIR)
- 1971: Ich will dich
- 1971: Das war der schönste Tag
- 1972: David und Goliath (als WIR)
- 1972: Living a Life (als PTN)
- 1972: Alaska (Duett mit Drafi Deutscher als „Tina & Drafi“)
- 1973: Sha-la-la Shalom (als WIR)
- 1973: Joshua und Jericho (als WIR)
- 1973: Komm zeig mir das Land
- 1974: Ich hab Durst (als Ernst und Erna)
- 1976: Silver Bird
- 1976: Charly Boy
- 1976: Guitar Man
- 1977: Fly away Pretty Flamingo
- 1977: Big Silver Angel
- 1978: San Francisco Bay
- 1978: Member of the lonely hearts Club
- 1978: Ich träum von Nashville
- 1979: Never change a winning team
- 1979: Member of the Lonely Hearts Club
- 1980: My Mexiko
- 1980: Mein Mexiko
- ca. 1990: Fly away Silverbird
- 1994: Steig wieder auf (als Teil von Alle für Alle)
- 1994: Nimm mich doch mal wieder in die Arme
- 1994: Immer wenn mir der Hut hochgeht
- 1995: Lass uns noch einmal Kinder sein (als Teil von Stars für Wolke 7)
- 1996: Zeit für Zärtlichkeit
- 1997: Engel mit versteckten Flügeln
- 1997: Geh zu ihr
- 1998: Hallo liebe Freundin
- 1999: Bereit für die Liebe
- 2000: Des Schäfers Gebet
- 2001: Auf einmal gibt es Dich
- 2001: Arrivederci Hans
- 2001: Amadeus – Superstar
- 2002: Schenk mir Deine Träume
- 2003: Bitte bleib bei mir
- 2003: Irgendwann einmal
- 2004: So liebst nur du
- 2005: Wenn Sterne fallen
- 2005: Nobody’s perfect
- 2006: Weit wie das Meer
- 2006: Wo Schatten ist, da ist auch Licht
- 2007: The Last Mile (Duett mit Drafi Deutscher)
- 2008: Einmal wird es Sterne regnen
- 2009: Tief im Gefühl
- 2009: Wie soll ich träumen ohne dich
- 2010: Ich tanze mit den Sternen
- 2011: Adieu
- 2011: Ich wette 1000 Küsse
- 2013: Amadeus